# Valle de Ollo
Valle de Ollo (spanska), Ollaran eller Olloibar (båda baskiska), officiellt Valle de Ollo/Ollaran, är en kommun i Spanien.   Den ligger i provinsen och regionen Navarra, i den nordöstra delen av landet, 300 km nordost om huvudstaden Madrid. Antalet invånare är 401.